# نیمی از آن
نیمی از آن (به انگلیسی: The Half of It) یک فیلم داستان بلوغ کمدی-درام آمریکایی است که در سال ۲۰۲۰، به نویسندگی و کارگردانی آلیس وو منتشر شد. این فیلم در ۱ مهٔ ۲۰۲۰ از نتفلیکس بر روی آنتن رفت.

نیمی از آن در جشنواره فیلم ترایبکای ۲۰۲۰، جایزهٔ بنیانگذاران را در شاخهٔ بهترین روایت از آن خود کرد.